# 芳香聚酰胺

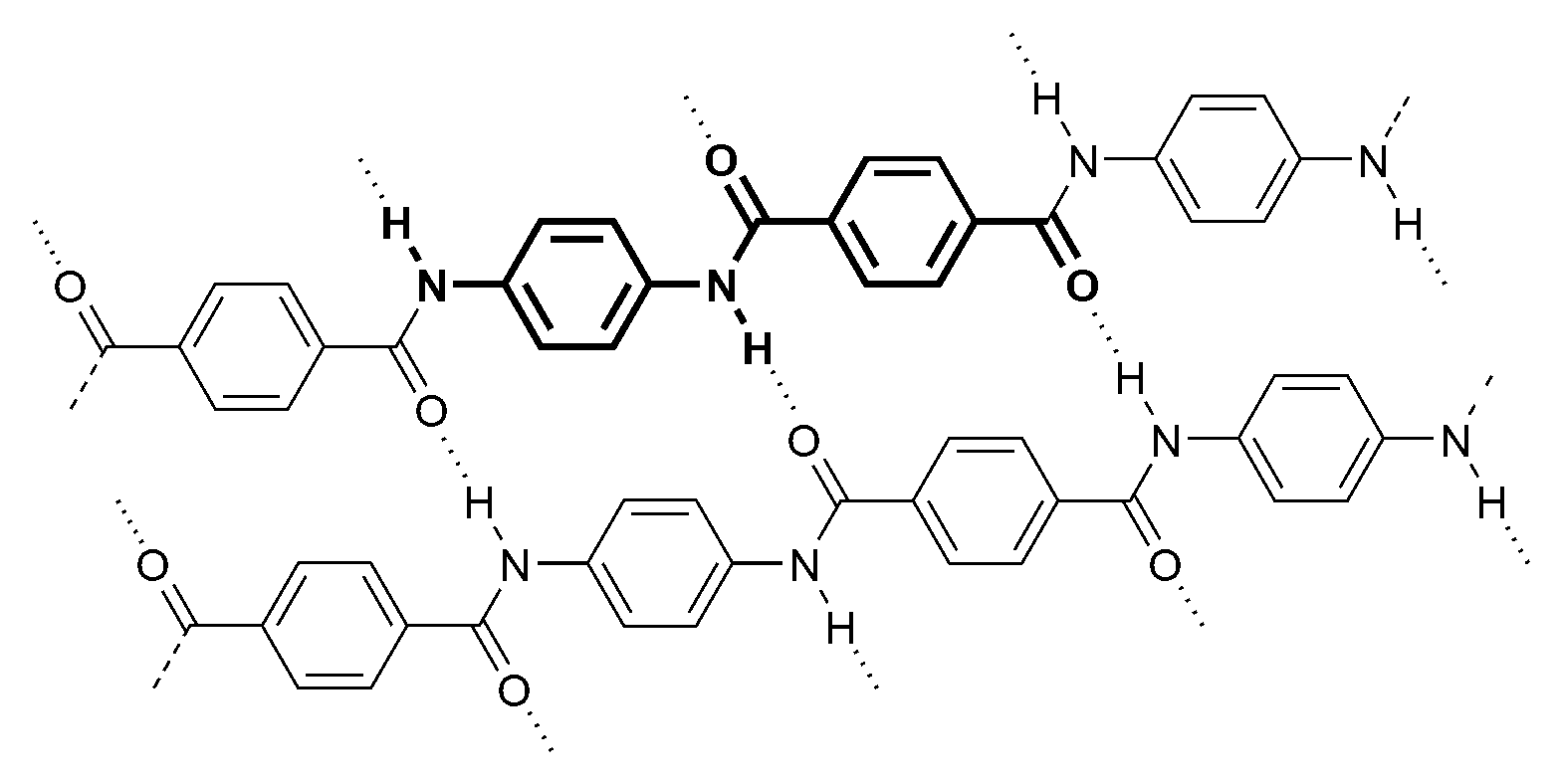
特威隆(Twaron)和克維拉(Kevlar)的结构，两者都是芳香聚酰胺，由聚对苯二甲酰对苯二胺（p-phenylene terephthalamides, PPTA）制得

芳香族聚酰胺纤维（简称芳纶）是一类耐热且强力的合成纤维。它们被用于航空航天和军事应用，弹道级防彈背心织物和弹道复合材料，自行车轮胎，船用绳索，船体加固，和一种石棉替代品。这个名字是“芳香性聚酰胺”的混成詞名称。 纤维中的链分子沿纤维轴高度取向。 结果，与许多其他合成纤维相比，更高比例的化学键对纤维强度的贡献更大。 芳纶具有非常高的熔点（> 500°C）。
它们是经由聚间苯二甲酰间苯二胺（p-phenylene terephthalamides , PPTA）经纺丝制得的。此种纤维耐热性及绝缘性能很好，而且工作化学性能稳定，对于弱酸，弱碱及大部份有机溶剂有很好的抵抗性。

## 缺点
耐光性差。如果在日光的暴晒下维持一年则它的强度（單位截面積下的張力）会下降50%。所以通常需要加入耐光剂去防止此情况。

## 历史及應用
美国杜邦公司在1967年以氯化鈣作用，开发出聚间苯二甲酰间苯二胺纤维（HT-1纖維），定商品名「Nomex」。其他，如特威隆纖維（Twaron）或克維拉纖維（Kevlar）等。
根据孟山都公司和拜耳公司早期的研究，杜邦和阿克苏诺贝尔公司在1960年代和1970年代也开发了具有更高强度和弹性模量的对位芳纶纤维，这些纤维均得益于人造丝，聚酯和尼龙加工的知识。

### 製造軟式裝甲
多層連在一起可以製造拆彈專家用的軟式裝甲,這種裝甲能令軍人受到保護時同時仍能動作靈活。

## 生产方法
主要是以氢氧化钙或氨中和聚合溶液然后再其静态混合器中混入苯胺等链终止剂以制得纺丝原液。之后则用湿法或干法的纺丝方法而制成纤维。
或以三氯化硼用化學蒸氣沉積法處理：
{\displaystyle {\ce {2BCI3(g) + H2(g) = 2B(s) + 6HCI(g)}}}
在以一條直徑約10μm的鎢絲，作為基底使硼原子沈積在鎢絲上，以形成硼纖維。

## 註腳
1. ↑  Hillermeier, Karlheinz. . Textile Research Journal. 1984, 54 (9): 575–580. doi:10.1177/004051758405400903.
2. ↑  James A. Kent (编). . Springer. 2006: 483. ISBN 978-0-387-27842-1.
3. ↑  DISCOVERY軍工廠第2集

## 延伸閱讀
- J A Reglero Ruiz; M Trigo-López; F C Garcia; J M Garcia. . Polymers. 2017, 9 (12): 414  [2019-01-19]. doi:10.3390/polym9090414. （原始内容存档于2017-09-22）.
- JWS Hearle. . 2000. ISBN 978-1-85573-539-2. |journal=被忽略 (帮助)
- Doetze J. Sikkema. . J Appl Polym Sci. 2002, (83): 484–488.
- Kh. Hillermeier & H.G. Weijland. . Plastica. 1977, (11): 374–380.
- DuPont and Teijin to expand aramid production – September 2004